# بنجامين كريستنسن
بنجامين كريستنسن (بالدنماركية: Benjamin Christensen)‏ هو مخرج وممثل دنماركي، ولد في 28 سبتمبر 1879 في فيبورغ في الدنمارك، وتوفي في 2 أبريل 1959 في كوبنهاغن في الدنمارك.

## وصلات خارجية
- بنجامين كريستنسن على موقع IMDb (الإنجليزية)
- بنجامين كريستنسن على موقع الموسوعة البريطانية (الإنجليزية)
- بنجامين كريستنسن على موقع ألو سيني (الفرنسية)
- بنجامين كريستنسن على موقع أول موفي (الإنجليزية)
- بنجامين كريستنسن على موقع قاعدة بيانات الأفلام السويدية (السويدية)
- بنجامين كريستنسن على موقع قاعدة بيانات الفيلم (الإنجليزية)
- بنجامين كريستنسن على موقع كينوبويسك (الروسية)